# Sven Dan Bergman
Ej att förväxla med Sven Bergman (ingenjör) (1888–1959)
Sven Daniel Bergman, vanligen Sven Dan Bergman, född 6 april 1868 i Norrköpings Borgs församling, Östergötlands län, död 5 mars 1941 i Västra Yttringe, Lidingö församling, Stockholms län, var en svensk ingenjör och direktör.
Sven Dan Bergman var son till klädesfabrikören Daniel Fredrik Bergman och Vilma Bergenström samt äldre bror till författaren Erik Dan Bergman och lättmetallpionjären Wilhelm Dan Bergman. Han var också farbror till Tom Dan-Bergman och Mona Dan-Bergman.
Efter avgångsexamen från teknisk högskola (mekaniska avdelningen) 1890 var han ingenjör vid Munkedals pappersbruk 1891–1893 samt vid Ljusfors pappersbruk 1893–1898 och 1900–1901. Under uppehållet från Ljusfors bedrev han merkantila och tekniska studier i Tyskland och England 1898–1900. Bergman var därefter verkstadschef hos AB Radiator och AB Baltic-separator 1901–1907, verkställande direktör i AB Baltic 1907–1915 och biträdande direktör i AB Lidingö-staden.
Sven Dan Bergman gifte sig 1901 med Brita Hessle (1881–1942), dotter till apotekare B.L. Hessle och Anna Asker. Han är begravd i släktgrav för familjerna Bergenström och Bergman på Norrköpings Matteus kyrkogård.